# 小头蓼
小头蓼（学名：Polygonum microcephalum）为蓼科蓼属下的一个变种。

## 扩展阅读
維基物種上的相關：小头蓼